# ويليام لوريمر هال
ويليام لوريمر هال هو قاضي وسياسي كندي، ولد في 1876، وتوفي في 1958 في هاليفاكس في كندا.